# Punk rock
Punk rock – gatunek rocka charakteryzujący się prostą, głośną, agresywną muzyką o mało skomplikowanej harmonii i buntowniczymi tekstami, powstały w połowie lat siedemdziesiątych, zapoczątkowany w Wielkiej Brytanii i Stanach Zjednoczonych. W założeniu była to świadoma rezygnacja z uznanego warsztatu muzycznego i komercyjnej machiny promocji. W swej muzycznej strukturze punk rock jest najbardziej podstawowym rock-and-rollem, tyle że zagranym szybciej, głośniej i agresywniej.
Niektórzy ujmują te cechy punk rocka jako sprzeciw wobec pretensjonalności i zbytniego wyrafinowania twórców w dominujących w latach siedemdziesiątych na scenie rockowej hard rocku i rocku progresywnym.
W warstwie tekstowej twórcy punk rocka często nawiązywali do poglądów anarchistycznych, wyrażanych najczęściej w agresywnej i obrazoburczej formie. Dlatego też częstokroć utwory punkrockowe objęte były zakazem emisji w stacjach radiowych (tak było m.in. z utworem „God Save the Queen” zespołu Sex Pistols, który mimo to wspiął się na szczyty brytyjskich list przebojów).
Muzyka, jaką jest punk rock jest jedynie częścią szerszego zjawiska – kulturowego i obyczajowego – zwanego ruchem punk. Warstwa muzyczna i ideologiczna punk rocka wypływa z założeń całego ruchu, spośród których najważniejszymi były: nonkonformizm, sprzeciw wobec ogólnie akceptowanych zasad i poglądów społecznych czy politycznych, określanych mianem „systemu”, nacisk na samodzielność (zasada DIY – Do It Yourself) itp.

## Geneza
Powszechnie za pierwszy zespół punkrockowy uznaje się brytyjski Sex Pistols, choć geneza zjawiska jest znacznie wcześniejsza – na przykład, jeszcze przed sformalizowaniem się subkultury i muzyki punk grali Iggy Pop razem z The Stooges, Ramones, Television, więc na dobrą sprawę to oni powinni uchodzić za najstarsze kapele punkowe. Słowo „punk”, oznaczające w języku angielskim m.in. coś zgniłego, bezwartościowego, śmiecia, szczeniaka itp., w kontekście muzyki rockowej było używane od początku lat 70. na określenie amatorskich zespołów, przedstawicieli tzw. rocka garażowego z lat 60. Później używane jako określenie dokonań muzycznych grup Television czy Patti Smith Group. Ich twórczość bezpośrednio inspirowała późniejszych punkrockowców; uważa się, że w ten sposób określenie punk nabrało dzisiejszego znaczenia.
Muzyczne korzenie punk rocka tkwią nie tylko w stylistyce muzyki garażowej. Wśród nich wymienia się również dokonania The Velvet Underground, The Stooges czy MC5, niektórych zespołów glamrockowych i in. (zobacz proto punk). Punk rock powstał również jako opozycja w stosunku do zespołów poprzedniej epoki (grających hard rocka, rocka progresywnego, rocka psychodelicznego itp.), które oskarżano o przerost formy nad treścią, a także o rezygnację ze swoich ideałów i komercjalizację. Niewątpliwy wpływ na rozwój punka miały również inne czynniki m.in. sytuacja społeczno-polityczna tamtego okresu.

## Powstanie punk rocka
W połowie lat 70. w trzech różnych zakątkach świata pojawiły się: Ramones, Television, Blondie, Suicide, Patti Smith Group i Richard Hell & the Voidoids w Nowym Jorku (USA), The Saints w Brisbane (Australia) i Sex Pistols, The Damned i The Clash w Londynie (Wielka Brytania). Były one związane z lokalnymi scenami, które tworzyły zespoły i publiczność; koncerty odbywały się w niewielkich klubach nocnych (najbardziej znane: The 100 Club w Londynie, CBGB’s w Nowym Jorku, The Masque w Hollywood).
Zamierzeniem punk rocka był powrót do rock’n’rollowych korzeni muzyki rockowej. Spory wpływ na ten styl wywarła również muzyka reggae i ska.
Podkreślano prostotę punk rocka, zarówno w warstwie muzycznej, jak i literackiej, często rozumianą dosłownie (punkowy zin z tego okresu – Sniffin’ Glue zamieścił rysunek przedstawiający podstawowe chwyty gitarowe z podpisem: „To jest pierwszy akord, to jest następny, ten jest trzeci. Teraz załóż zespół”). Teksty piosenek w równie niespotykany dotychczas prowokacyjny sposób poruszały tematy miłości, seksualności, jak i polityki czy problemów młodych ludzi.
Zespoły punkrockowe, jak i ich fani oskarżani byli o nihilizm, bezmyślność, chuligaństwo – co jest prawdą w jednostkowych przypadkach, ogólnie jednak ich muzyka, strój, zachowanie były przejawem humoru, ironicznego podejścia do norm narzucanych przez społeczeństwo i kulturę. Negatywną opinię o punk rocku utwierdzały koncerty: wyzwiska padające ze sceny, rzucanie różnymi przedmiotami, dziwaczny taniec – pogo, stage diving, niszczenie instrumentów przez muzyków itp.; które dla postronnego obserwatora wyglądały raczej jak zamieszki.
Tak rozumiany punk rock był charakterystyczny dla lat 70., z czasem jednak uległ ewolucji. Powstały style post-punk i nowa fala, będące efektem poszukiwań artystycznych zespołów punkrockowych i twórców nim zainspirowanych.

## Druga fala punk rocka – hardcore punk
Lata 80. XX wieku przyniosły drugą falę zespołów wywodzących się bezpośrednio z ruchu punk. Przekaz zespołów grających hardcore punk był bardziej pozytywny. Zgadzając się z punkową tezą o bezsensie życia, nie ograniczały się tylko do opisywania beznadziei świata i jego instytucji. Zespoły takie jak: Dead Kennedys, Minor Threat, Cro-mags, Rollins Band, NOFX, Bad Religion, Conflict, Subhumans, Exploited i in. przedstawiały możliwe rozwiązania, np. organizowanie się i walkę o swoje prawa. Dużą popularność w tym czasie zdobyła także ideologia anarchistyczna, propagowana m.in. przez zespół Crass (zob.: anarcho-punk), a także ascetyczna ideologia straight edge, zainspirowana piosenką Minor Threat. Za sprawą zespołów takich jak Rites of Spring i Embrace narodziła się też bardziej melodyjna i zróżnicowana odmiana hardcore, tzw. emo core (od ang. słowa emotional), która w swej bardziej popowej postaci przeżywała w ciągu ostatnich lat renesans popularności.
Fenomenem drugiej fali punk rocka była idea „zrób to sam” (z ang. Do-It-Yourself) przejawiająca się m.in. w spontanicznym zakładaniu zespołów muzycznych, jak i czasopism tzw. zinów, a później nawet wytwórni muzycznych. Edytowane i wydawane w amatorski sposób, zazwyczaj w małym nakładzie, ziny dostarczały informacji na tematy muzyczne (wywiady, relacje z koncertów, recenzje płyt) i związane z samą kontrkulturą.
W samej muzyce następowała również ewolucja, rock and rollowa prostota zaczęła ustępować przed dążeniem do osiągania ekstremów w muzyce i fuzjami z innymi gatunkami muzycznymi, np. metalem.
Mimo że eksplozja punk rocka przeminęła, zespoły punkowe, jak i cała kontrkultura przetrwały. Renesans przyniosły lata 90., kiedy to za sprawą grup takich jak Green Day, Rancid czy The Offspring (często sympatyzujących ze skateboardingiem; zob. także: skate punk), punk rock stał się bardziej przystępny dla przeciętnego słuchacza, ale i bardziej komercyjny.
W przeszłości bycie punkiem często było równoważne ze zgodą na społeczne odrzucenie, ostracyzm ze strony większości, także rówieśników. To co dawniej szokowało – indywidualizm, wyrażający się zewnętrznie w sposobie ubierania, tatuaże, piercing itp. – staje się prawie powszechnie akceptowane.

## Punk rock w Polsce
Do prekursorów tego gatunku w Polsce zalicza się takie zespoły, jak: KSU, Defekt Muzgó, Dezerter, Tilt, Deadlock, Brygada Kryzys, Armia, Siekiera.